# LIVE白虎野記念パッケージ
『LIVE白虎野記念パッケージ』(ライブびゃっこやきねんパッケージ) は、平沢進のインタラクティブ・ライブ「LIVE 白虎野」を記念してMP3形式で有料配信されている曲集である。2006年7月19日に平沢進の自主レーベルであるケイオスユニオン/TESLAKITEより発売された。

## 解説
2006年5月にインタラクティブ・ライブ「LIVE 白虎野」が行われ、ライブの結末がグッドエンドを迎えたため記念としてこの曲集がリリースされた。内容としてはライブで演奏された既存曲の新バージョン及びこのライブでのみ使用されたBGMなどが含まれている。
販売は自主レーベルのオンラインショップのみで行われているため、購入するにはアカウントを作成する必要があるが、海外版のオンラインショップでこの曲集は販売されておらず、「Aurora 3」のみがシングルとして購入可能となっている。

## 収録曲
1. Aurora 3
『AURORA』収録曲「Aurora」のセルフカバー。オリジナルと比べて前奏が大幅に長くなり、ストリングス中心にアレンジされている。
2015年にはインタラクティブ・ライブ「World Cell 2015」で披露され、ギターソロを再録したものが『WORLD CELL 2015 メモリアル・パッケージカード』に収録されている。
「Aurora 2」は『SOLAR RAY』に収録されている。
2. 既知警察
3. 魔神
4. ΣModule
5. アティドゥーの番人
『白虎野』収録曲「生まれなかった都市」のアレンジバージョン。
6. 夢幻ケ原
7. Bonus Spot
twenty2product制作のショートムービー『IDN』に提供した楽曲「IDN」(ボックスセット『HALDYN DOME』収録) のアレンジバージョン。
8. 源流の声
9. 有り得ぬ油田

## 参加ミュージシャン
平沢進 - ボーカル、ギター、シンセサイザー